# Volleyball Casalmaggiore
O Pomì Casalmaggiore é um clube de voleibol italiano fundado em 2008.

## História
O clube foi fundado em 2008 pela aquisição de uma licença da Série B2 da Pallavolo Zevio. Foi nomeado VBC Pallavolo Rosa , VBC é o acrônimo de Volley Ball Casalmaggiore. Como o clube progrediu através das ligas nacionais, o local de casa foi alterado para cumprir os regulamentos da liga e acomodar um maior número de adeptos. Do Palazzetto dello Sport Baslenga em Casalmaggiore , o clube mudou-se primeiro para PalaFarina em Viadana e depois para PalaRadi em Cremona . Em 2010 o time subiu para a Serie B1, e uma temporada mais tarde a promoção para a Serie A2. No ano de 2013 chegou à Serie A1, a principal divisão do vôlei italiano.

## Notáveis jogadoras
- Alessia Gennari
- Carli Lloyd
- Jovana Stevanović
- Katarzyna Skorupa
- Lauren Gibbemeyer

## Títulos

### Competições Nacionais
- Campeonato Italiano: 1

2014–15 
- Supercoppa Italiana: 1

2015–16

### Competições Internacionais
- CEV Champions League: 1

2015–16